# Sempervivum atlanticum
Sempervivum atlanticum är en fetbladsväxtart som först beskrevs av John Ball, och fick sitt nu gällande namn av John Ball. Sempervivum atlanticum ingår i släktet taklökar, och familjen fetbladsväxter. Inga underarter finns listade i Catalogue of Life.